# The Cambridge History of Iran
Cambridge History of Iran é uma pesquisa em vários volumes da história iraniana publicada no Reino Unido pela Cambridge University Press. Os sete volumes cobrem "a história e a geografia histórica da terra que é o atual Irã, bem como outros territórios habitados por povos descendentes de iranianos, desde os tempos pré-históricos até o presente.

## História
A publicação começou em 1968 e em 1989 foi publicado o último volume. A ideia de publicar uma pesquisa dessa história e cultura iraniana foi concebida em 1959 por Arthur J. Arberry. Segundo o estudioso Hubert Darke, "a série foi planejada para não ser simplesmente uma história política do Irã, mas pesquisar a cultura que floresceu na região iraniana e a contribuição dessa cultura para a civilização do mundo. Todos os aspectos dos elementos religiosos, filosóficos, econômicos, científicos e artísticos da civilização iraniana foram estudados, mas com alguma ênfase nos fatores geográficos e ecológicos que contribuíram para seu caráter especial".
A série consiste em sete volumes. O volume 3 foi publicado em duas partes.
O título, os editores e a data de publicação da série são
- Vol. 1. The Land of Iran, editado por William B. Fisher (1968)[2]
- Vol. 2. The Median and Achaemenian Periods, editado por Ilya Gershevitch (1985)[3]
- Vol. 3. The Seleucid, Parthian and Sasanian Periods, editados por Ehsan Yarshater (1983)[4]
- Vol. 4. From the Arab invasion to the Saljuqs, editado por Richard Nelson Frye (1975)[5]
- Vol. 5. The Saljuq and Mongol Periods, editado por John Andrew Boyle (1968)[6]
- Vol. 6. The Timurid and Safavid Periods, editado por Laurence Lockhart e Peter Jackson (1986)[7]
- Vol. 7. From Nadir Shah to the Islamic Republic, editado por Peter Avery, Gavin R. G. Hambly e Charles Peter Melville (1990)[8]